# Сосногорський район
Сосного́рський район (рос. Сосногорский район, комі Сӧснагорт район) — адміністративна одиниця Республіки Комі Російської Федерації.
Адміністративний центр — місто Сосногорськ.

## Населення
Населення району становить 42939 особи (2019; 46775 у 2010, 52486 у 2002, 60630 у 1989).
Національний склад (станом на 2010 рік):
- росіяни — 36230 осіб (77,46 %)
- комі — 4007 осіб (8,57 %)
- українці — 1936 осіб (4,14 %)
- білоруси — 550 осіб (1,18 %)
- татари — 351 особа (0,75 %)
- чуваші — 286 осіб (0,61 %)
- німці — 265 осіб (0,57 %)
- азербайджанці — 190 осіб (0,41 %)
- інші — 2960 осіб

## Адміністративно-територіальний поділ
На території району 3 міських поселення:
| Поселення                      | Площа, км² | Населення, осіб (1989) | Населення, осіб (2002) | Населення, осіб (2010) | Населення, осіб (2019) | Центр       | Населені пункти |
| ------------------------------ | ---------- | ---------------------- | ---------------------- | ---------------------- | ---------------------- | ----------- | --------------- |
| Войвозьке міське поселення     | 1377,51    | 6543                   | 4227                   | 3426                   | 2770                   | Войвож      | 3               |
| Нижньоодеське міське поселення | 3914,01    | 13975                  | 11927                  | 9751                   | 9064                   | Нижній Одес | 2               |
| Сосногорське міське поселення  | 11331,08   | 40112                  | 36332                  | 33598                  | 31105                  | Сосногорськ | 14              |

11 травня 2012 року усі сільські поселення (Верхньоіжемське, Віське, Ірайольське, Керкинське, Малоперське, Полянське та Усть-Ухтинське) були приєднані до складу Сосногорського міського поселення.

## Найбільші населені пункти
| № | Населений пункт  | Населення, осіб (1989) | Населення, осіб (2002) | Населення, осіб (2010) |
| - | ---------------- | ---------------------- | ---------------------- | ---------------------- |
| 1 | Сосногорськ      | 30 330                 | 29 587                 | 27 757                 |
| 2 | Нижній Одес      | 12 683                 | 11 745                 | 9 680                  |
| 3 | Войвож           | 5 536                  | 3 920                  | 3 387                  |
| 4 | Усть-Ухта        | 1 562                  | 1 173                  | 1 052                  |
| 5 | Верхньоіжемський | 1 854                  | 1 012                  | 852                    |